# Chionochloa oreophila
Chionochloa oreophila är en gräsart som först beskrevs av Donald Petrie, och fick sitt nu gällande namn av Victor Dmitrievich Zotov. Chionochloa oreophila ingår i släktet Chionochloa och familjen gräs. Utöver nominatformen finns också underarten C. o. elata.